# Polycirrus perplexus
Polycirrus perplexus är en ringmaskart som beskrevs av Moore 1923. Polycirrus perplexus ingår i släktet Polycirrus och familjen Terebellidae. Inga underarter finns listade i Catalogue of Life.